# Губинский, Анатолий Ильич
Анато́лий Ильи́ч Губи́нский (род. 25 ноября 1931, Архангельская область) — доктор технических наук, профессор, капитан 1 ранга, первый президент Советской эргономической ассоциации.

## Биография
С 1949 по 1954 год обучался в Высшем военно-морском инженерном Ордена Ленина училище им. Ф. Э. Дзержинского. После окончания училища инженером-механиком проходил службу на кораблях ВМФ в должностях: командир боевой части, старший механик, главный механик дивизиона. В 1959 году принимал участие в первом походе атомного подводного крейсера к Северному полюсу. В 1961 году был откомандирован для передачи опыта и подготовки кадров обратно во ВМИОЛУ на должность преподавателя. В этот период Губинский начинает заниматься научной деятельностью. Толчком к его исследованиям в области эргономического обеспечения разработки сложных судовых систем управления послужил опыт, полученный в процессе службы на флоте.
Губинский прошел путь от преподавателя до ведущего ученого в области надежности человеко-машинных систем, профессора ВМИОЛУ (кандидат технических наук 1965 г., доктор технических наук 1968 г., профессор 1969 год).
В 1963 году, совместно с Ю. П. Гречко, А. И. Губинский возглавил первую лабораторию ВМФ, занимающуюся вопросами эргономического обеспечения. С 1965 года А. И. Губинский начинает сотрудничать с В. Г. Евграфовым. Вместе они создали ряд совместных монографий, положивших основы разработки теории описания и оценки дискретных алгоритмов функционирования человеко-машинных комплексов различного назначения.
В 1978 году А. И. Губинский перешел в ЛЭТИ им. Ленина (ныне СПбГЭТУ) на должность профессора кафедры автоматизированных систем управления. После разделения этой кафедры на две, работал до конца жизни профессором кафедры автоматизированных систем обработки информации и управления .
В 1981 году, под руководством проф. А. И. Губинского, окончательно завершилось становление в СССР научного направления "Эффективность, качество и надежность систем «человек-техника», после чего наступил период широкого спектра научных исследований, особенно в рамках Программ «Авангард».
В 1982 году в ЛЭТИ, впервые в СССР, под руководством А. И. Губинского началась переподготовка специалистов по новому перспективному направлению науки и техники — «Эргономика в автоматизированных системах». Из слушателей, окончивших факультет, вышло более 20 кандидатов и 3 доктора наук.
Среди учеников А. И. Губинского — известные эргономисты доктора технических наук
- Павел Иосифович Падерно (СПбГЭТУ),
- Евгений Борисович Цой (Новосибирск),
- Александр Петрович Ротштейн(Израиль, Украина),
- Акива Товиевич Ашеров (Украина, Харьков),
- Евгений Анатольевич Лавров (Украина, Харьков, Сумы),
- Михаил Геннадиевич Гриф (Новосибирск).

С 1982 по 1987 г. — руководит работами по разделу Программы международного сотрудничества стран-членов СЭВ по Проблеме I-37 «Разработка научных основ эргономических норм и требований» (участники: Болгария, ГДР, Чехословакия, Польша). В этот период Губинский руководил комплексом совместных работ с Дрезденским техническим университетом, в том числе по автоматизированной оценке рабочих мест оператора с дисплеем, оценке условий труда на рабочих местах. Руководит секцией Научного Совета по комплексной проблеме «Кибернетика» АН СССР «Эффективность и надежность систем человек-машина».
С 1966 по 1990 гг — председатель Организационного и Программного комитетов всесоюзных и международных симпозиумов по «Эффективности, качеству и надежности систем человек-техника». Являлся научным руководителем ежегодных семинаров по эффективности человеко-машинных комплексов (г. Севастополь, Украина, г. Игналина, Литва), руководителем Семинара по надежности систем «человек-техника» (г. Ленинград).

## Научная деятельность
1963—1969 гг. — разработка комплексных подходов и методов анализа эффективности, качества и надежности деятельности операторов в судовых системах управления, а также апробация различных алгоритмов для ориентировочной оценки численности экипажа.
1970—1977 гг. — обеспечение разработки эргономического и инженерно-психологического проектирования различных систем «человек — машина — среда». Создание принципов комплексной оценки надежности выполнения дискретных функций управления операторами (обобщенный структурный метод был разработан совместно с В. Г. Евграфовым).
1978—1984 гг. — научные исследования по разработкой методологических, теоретических и прикладных аспектов концепции решения основных задач эргономического проектирования человеко-машинных систем. Была разработана функционально-структурная теория эффективности, качества и надежности систем человек — машина — среда.
С 1982 г. — комплексная НИОКР по разработке банка эргономических данных и системы сбора эргономической информации. Результаты этой работы явились основой для планирования комплексного развития проблемной области «Эргономика».
1985—1990 гг. — выполнение ряда НИОКР по созданию систем интеллектуальной поддержки деятельности управленцев (руководителей и операторов) различных уровней.

## Основные научные труды
1. Губинский А. И., Евграфов В. Г. Эргономическое проектирование судовых систем управления. — Л.: Судостроение, 1977. — 224 с.
2. Губинский А. И., Лаушкин Г. Д., Падерно П. И. Характеристики человека как звена систем управления: Учебное пособие. — Л.: ЛЭТИ, 1982. — 47 с.
3. Губинский А. И. Надежность и качество функционирования эргатических систем. — Л.: Наука, 1982. — 270 c.
4. Губинский А. И., Чабаненко П. П., Лаушкин Г. Д. Оптимизация эрготехнических систем. — Киев; О-во «Знание» Украинской ССР, 1982.- 25 с.
5. Попович П. Р., Губинский А. И., Колесников Г. М. Эргономическое обеспечение деятельности космонавтов. — М.: Машиностроение, 1985.- 272 c.
6. Информационно-управляющие человеко-машинные системы: Исследование, проектирование, испытания: Справочник /А. Н. Адаменко, А. Т. Ашеров, И. Л. Бердников, П. И. Падерно и др.; Под общ. ред. А. И. Губинского и В. Г. Евграфова. — М.: Машиностроение, 1993. — 528 c.